# Élections générales irlandaises de 1961
L’élection générale irlandaise de 1961 s'est tenue le 4 octobre 1961. 143 des 144 députés sont élus et siègent au Dáil Éireann.

## Mode de scrutin
Les élections générales irlandaises se tiennent suivant un scrutin proportionnel plurinominal avec scrutin à vote unique transférable. En effet, le Ceann Comhairle, qui préside le Dáil Éireann, est automatiquement réélu, conformément à l'article 16, alinéa 6, de la Constitution.

## Résultats

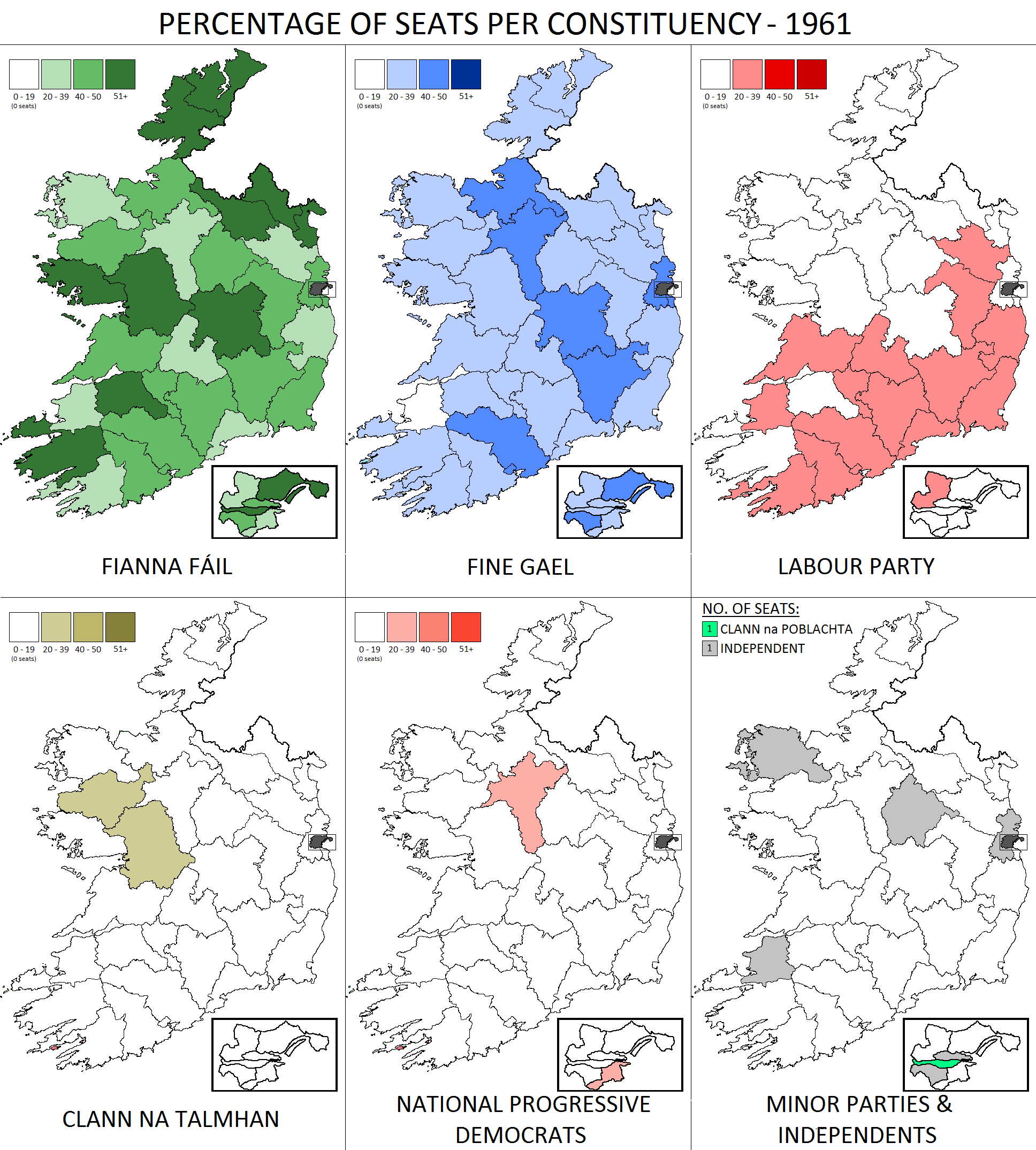
Résultats par circonscription

| Parti                                              | Parti                              | Leader               | Voix      | %      | +/- | Sièges | +/-        | % du Dáil |
| -------------------------------------------------- | ---------------------------------- | -------------------- | --------- | ------ | --- | ------ | ---------- | --------- |
|                                                    | Fianna Fáil                        | Seán Lemass          | 512 073   | 43,8 % | 4,5 | 70     | 8          | 48,6      |
|                                                    | Fine Gael                          | James Dillon         | 374 099   | 32,0 % | 5,4 | 47     | 7          | 32,6      |
|                                                    | Parti travailliste                 | Brendan Corish       | 136 111   | 11,6 % | 2,5 | 16     | 4          | 11,1      |
|                                                    | Sinn Féin                          | Paddy McLogan        | 36 396    | 3,1 %  | 2,2 | 0      | 4          | 0         |
|                                                    | Clann na Talmhan                   | Joseph Blowick       | 17 693    | 1,5 %  | 0,9 | 2      | 1          | 1,4       |
|                                                    | Clann na Poblachta                 | Seán MacBride        | 13 170    | 1,1 %  | 0,6 | 1      | stagnation | 0,7       |
|                                                    | Démocrates progressistes nationaux | Noël Browne          | 11 490    | 1,0 %  |     | 2      |            | 0         |
|                                                    | Parti chrétien-démocrate           |                      | 1 132     | 0,1 %  |     | 0      |            | 0         |
|                                                    | Ligue des travailleurs irlandais   | Michael O'Riordan    | 277       | 0,0 %  |     | 0      |            | 0         |
|                                                    | Indépendants                       | Indépendants         | 65 963    | 5,6 %  | 0,3 | 6      | 3          | 4,2       |
| Votes blancs et nuls                               | Votes blancs et nuls               | Votes blancs et nuls | 11 334    |        |     |        |            |           |
| Total                                              | Total                              | Total                | 1 179 738 | 100 %  |     | 144    | 3          | 100       |
| Participation                                      | Participation                      | Participation        | 1 670 860 | 70,6 % |     |        |            |           |
| Un gouvernement Fianna Fáil minoritaire est formé. |                                    |                      |           |        |     |        |            |           |